# Elecciones generales de las Islas Feroe de 1940
Elecciones generales tuvieron lugar en las Islas Feroe el  30 de enero de 1940. El Partido Unionista se convirtió en el partido mayoritario en el Løgting, obteniendo 8 de los 24 escaños.

## Resultados
| Partido                   | Votos | %     | Escaños | +/–   |
| ------------------------- | ----- | ----- | ------- | ----- |
| Partido Unionista         | 2 722 | 32,29 | 8       | 0     |
| Partido Popular           | 2 084 | 24,72 | 6       | Nuevo |
| Partido de la Igualdad    | 2 012 | 23,86 | 6       | 0     |
| Partido del Autogobierno  | 1 365 | 16,19 | 4       | –4    |
| Partido Separatista       | 139   | 1,65  | 0       | Nuevo |
| Independientes            | 109   | 1,29  | 0       | Nuevo |
| Total                     | 8 431 | 100   | 24      | 0     |
| Fuente: Election Passport |       |       |         |       |